# Pantego (Karolina Północna)
Pantego – miasto w Stanach Zjednoczonych, w stanie Karolina Północna, w hrabstwie Beaufort.